# Vitekorchis aurifera
Vitekorchis aurifera är en orkidéart som först beskrevs av Heinrich Gustav Reichenbach, och fick sitt nu gällande namn av Ined. Vitekorchis aurifera ingår i släktet Vitekorchis och familjen orkidéer. Inga underarter finns listade i Catalogue of Life.

## Bildgalleri

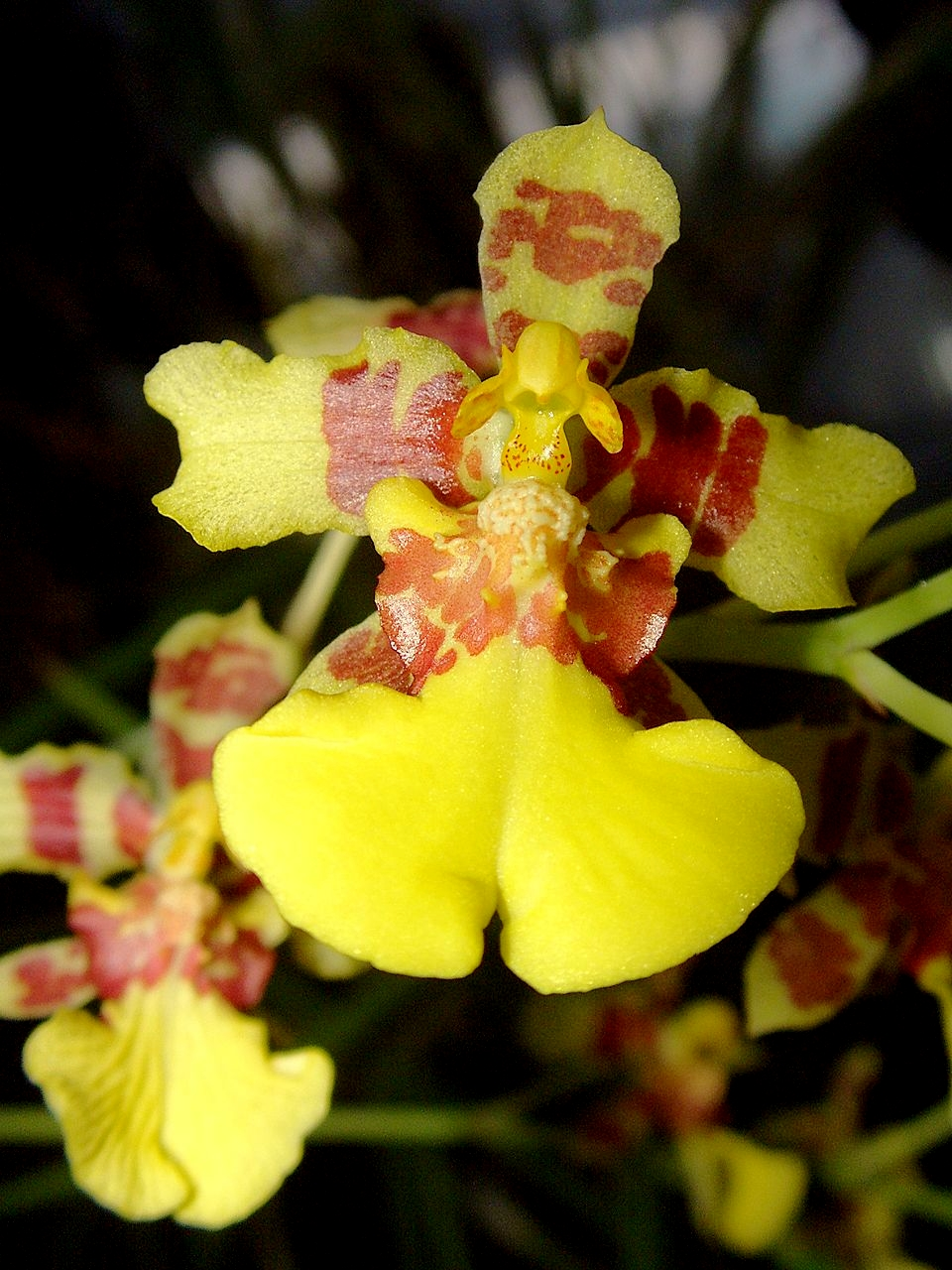